# Dietrich Herzog
Dietrich Herzog (* 28. Juli 1931 in Zeitz; † 14. Dezember 2001) war ein deutscher Politikwissenschaftler und Hochschullehrer.

## Leben
Dietrich Herzog studierte Politikwissenschaft an der Freien Universität Berlin, 1955 erfolgte in diesem Fach die Diplom-Prüfung, 1964 seine Promotion bei Otto Stammer. Herzog habilitierte sich an der FU Berlin 1972, wo er seit 1968 als Akademischer Rat tätig war und lehrte dann hier seit 1973 als Professor bis zu seinem Eintritt in den Ruhestand 1996 das Fach Politikwissenschaft am Zentralinstitut für Sozialwissenschaftliche Forschung, das er längere Zeit als Vorstand leitete. 1972/73 wirkte er als Gastprofessor an der University of Essex in Colchester (Großbritannien).
Herzog beschäftigte sich in seinen Veröffentlichungen hauptsächlich mit der Politischen Soziologie, Elitenforschung, aber auch mit Parlamenten, Parteien und Parteiensystemen.

## Schriften (Auswahl)
- Klassengesellschaft ohne Klassenkonflikt. Eine Studie über William Lloyd Warner und die Entwicklung der neuen amerikanischen Stratifikationsforschung (= Soziologische Abhandlungen, Bd. 5). Duncker & Humblot, Berlin 1965 (Dissertation Freie Universität Berlin).
- Max Weber als Klassiker der Parteiensoziologie. In: Soziale Welt, Bd. 17 (1966), S. 232–252.
- Karrieren und politische Professionalisierung bei CDU/CSU, SPD und FDP. In: Jürgen Dittberner (Hrsg.): Parteiensystem in der Legitimationskrise. Studien und Materialien zur Soziologie der Parteien in der Bundesrepublik Deutschland (= Schriften des Zentralinstituts für Sozialwissenschaftliche Forschung der Freien Universität Berlin, Bd. 24). Westdeutscher Verlag, Opladen 1973, S. 109–131, ISBN 3-531-11239-2.
- Politische Karrieren. Selektion und Professionalisierung politischer Führungsgruppen (= Schriften des Zentralinstituts für Sozialwissenschaftliche Forschung der Freien Universität Berlin, Bd. 25). Westdeutscher Verlag, Opladen 1975, ISBN 3-531-11275-9.
- Politische Führungsgruppen. Probleme und Ergebnisse der modernen Elitenforschung (= Erträge der Forschung, Bd. 169). Wissenschaftliche Buchgesellschaft, Darmstadt 1982, ISBN 3-534-07763-6.
- Konsens und Konflikt in der politischen Führungsschicht Berlins. Ein Forschungsbericht. 2. Aufl. Presse- und Informationsstelle der FU Berlin 1985.
- (Hrsg.): Konfliktpotentiale und Konsensstrategien. Beiträge zur politischen Soziologie der Bundesrepublik (= Schriften des Zentralinstituts für Sozialwissenschaftliche Forschung der Freien Universität Berlin, Bd. 54). Westdeutscher Verlag, Opladen 1989, ISBN 3-531-12033-6.
- Der moderne Berufspolitiker. Karrierebedingungen und Funktion in westlichen Demokratien. In: Bürger & Staat, Bd. 39/40 (1989), S. 9–16.
- mit Manfred Hirner u. a.: Abgeordnete und Bürger. Ergebnisse einer Befragung der Mitglieder des 11. Deutschen Bundestages und der Bevölkerung. Westdeutscher Verlag, Opladen 1990, ISBN 3-531-12172-3.
- mit Hilke Rebenstorf und Bernhard Weßels: Parlament und Gesellschaft. Eine Funktionsanalyse der repräsentativen Demokratie (= Schriften des Zentralinstituts für Sozialwissenschaftliche Forschung der Freien Universität Berlin, Bd. 73). Westdeutscher Verlag, Opladen 1993, ISBN 3-531-12469-2.
- Politik als Beruf. Max Webers Einsichten und die Bedingungen der Gegenwart. In: Hans-Dieter Klingemann (Hrsg.): Wohlfahrtsstaat, Sozialstruktur und Verfassungsanalyse. Jürgen Fijalkowski zum 60. Geburtstag (= Schriften des Zentralinstituts für Sozialwissenschaftliche Forschung der Freien Universität Berlin, Bd. 70). Westdeutscher Verlag, Opladen 1993, S. 107–126, ISBN 3-531-12454-4.
- Die Führungsgremien der Parteien. Funktionswandel und Strukturentwicklung. In: Oscar W. Gabriel (Hrsg.): Parteiendemokratie in Deutschland (= Bundeszentrale für Politische Bildung / Schriftenreihe, Bd. 338). Bonn 1997, S. 301–322, ISBN 3-89331-255-2.
- De republica prudenter gubernanda. Die politische Klasse in der Verhandlungsdemokratie und die neuen Aufgaben der Elitenforschung. In: Stefan Immerfall (Hrsg.): Parteien, Kulturen und Konflikte. Beiträge zur multikulturellen Gegenwartsgesellschaft ; Festschrift für Alf Mintzel. Westdeutscher Verlag, Wiesbaden 2000, S. 165–188, ISBN 3-531-13564-3.

Festschrift
- Hans-Dieter Klingemann (Hrsg.): Politische Klasse und politische Institutionen. Probleme und Perspektiven der Elitenforschung ; Dietrich Herzog zum 60. Geburtstag (= Schriften des Zentralinstituts für Sozialwissenschaftliche Forschung der Freien Universität Berlin, Bd. 66). Westdeutscher Verlag, Opladen 1991, ISBN 3-531-12306-8.